# Ludwik Jasek
Ludwik Jasek (ur. 16 sierpnia 1881 w Lipowej, zm. 24 maja 1960) – polski nauczyciel i działacz społeczny.

## Życiorys
Ukończył gimnazjum w Wadowicach i studia na Wydziale Filologicznym na Uniwersytecie Jagiellońskim w Krakowie. W latach 1908–1920 pracował w Gorlicach, później przeniósł się do Cieszyna. Został członkiem Macierzy Szkolnej. W latach 1929–1935 był recenzentem teatralnym Gwiazdki Cieszyńskiej. Był opiekunem pisma Głos Młodzieży wydawanego w latach 1938–1939. W czasie II wojny światowej przebywał w Ciężkowicach koło Tarnowa. W 1945 roku powrócił do Cieszyna. Do 1950 roku pracował jako nauczyciel.